# Случка в интерната
„Случка в интерната“ (на английски: The Adventure of the Priory School) е разказ на писателя Артър Конан Дойл за известния детектив Шерлок Холмс. Включен е в книгата „Завръщането на Шерлок Холмс“, публикувана през 1904 година.

## Сюжет
Внимание:  Текстът по-долу разкрива сюжета на произведението (или части от него)!
Към Холмс се обръща собственикът на частни елитни училища лорд Холдърнес за помощ в намирането на сина му, който мистериозно е изчезнал. Заедно с него изчезва и германският учител Хайдегер. Холмс с Уотсън веднага отиват на местопроизшествието.
Съдейки по отпечатъците на гумите на велосипедите „Палмър“ и „Дънлоп“, синът на херцога и немският учител са тръгнали с различни велосипеди. Скоро край следите от гуми Холмс открива следи от отпечатъци на крави, чието разположение обаче не е характерно за движението на кравите, а по-скоро прилича на конски следи. Накрая, движейки се по следите на гумите на велосипеда „Палмър“, Холмс и Уотсън стигат до тялото на убития с ужасен удар по главата учител.
След като говорят със собственика на хотел „Бойният петел“, някой си Рубин Хейз, Холмс и Уотсън излизат от хотела. Изведнъж те виждат, че в хотела идва първият секретар на херцога Джеймс Уайлдър, а след това двуколка с непознат човек. След като разглеждат гумите на велосипеда на Уайлдър (те се оказват с марка „Дънлоп“) и наблюдават прозореца на хола на втория етаж, Холмс предлага Уотсън да се разделят.
На следващия ден Холмс, придружен от Уотсън, отива при херцог Холдърнес и настоява той да му даде огромната обещаната награда за разкриването на този инцидент, шест хиляди паунда. След това Холмс казва, че липсващият син на херцога е заключен в хотел „Бойният петел“, а в отвличането му е съпричастен самият херцог. След обещанието на Холмс да не оповестява подробностите от разследването херцог Холдърнес признава всичко.
Оказва се, че личният му секретар Уайлдър, който всъщност е по-големият му незаконен син, е организирал, с помощта на Рубин Хейз, отвличането на по-малкия, но законен син на херцога. Учителят Хайдегер, който е станал свидетел на отвличането и е преследвал похитителите с велосипеда си, е бил убит от Хейз. И за да се объркат следите, подковават коня, с който Хейс е отвлякъл момчето, с необичайна форма на подковите, така че да оставят отпечатъци под формата на копитата на крава.

## Интересни факти
Авторът Артър Конан Дойл посочва „Случка в интерната“ под номер 10 в класацията си за 12-те най-добри свои разкази.
Само в този разказ и в разказа „Смъртоносните фигури“ има оригинални рисунки, нарисувани от Холмс за разрешаване на случаите.